# Der Boden unter den Füßen
Der Boden unter den Füßen (Brasil: O Chão sob Meus Pés ) é um filme de drama austríaco de 2019, dirigido por Marie Kreutzer com o elenco de Valerie Pachner e Pia Hierzegger. O lançamento no Brasil ficou previsto para 5 de março de 2020.

## Sinopse
Ao cumprir 30 anos, Lola mandava em sua vida pessoa tendo frieza e eficiência utilizada para aumentar o ganho da empresa para a qual trabalha. Mas quando um evento trágico controla Conny de volta à sua vida, o domínio de Lola pela realidade parece desaparecer.

## Elenco
- Valerie Pachner[5] como Lola Wegenstein
- Pia Hierzegger como Conny Wegenstein
- Mavie Hörbiger como Elise
- Michelle Barthel como Birgit
- Marc Benjamin como Sebastian Selikowski
- Axel Sichrovsky como Herr Bacher
- Dominic Marcus Singer como Jürgen
- Meo Wulf como Clemens